# Megalonibea fusca
Megalonibea fusca är en fiskart som beskrevs av Chu, Lo och Wu, 1963. Megalonibea fusca ingår i släktet Megalonibea och familjen havsgösfiskar. Inga underarter finns listade i Catalogue of Life.